# Lara Aharonian
Lara Aharonian (Beirut, 1972) es una activista por los derechos de los armenios canadienses libaneses. Es directora del Centro de Recursos para la Mujer en Ereván. Trabaja especialmente por las jóvenes armenias en el seno de la célula familiar, a menudo reducido al de "segunda madre" así como contra el aborto selectivo de las niñas como en la región de Gegharkunik (en los años 2010: más de 125 nacimientos de niños por 100 nacimientos de niñas). Ha sido reconocida como una "Woman of Courage" por las Naciones Unidas.

## Biografía
Aharonian es una armenia que nació en Beirut en 1972. La guerra civil libanesa comenzó en 1975 y en la década de 1990 se fue a estudiar a Montreal. Estudió Psicoeducación y Literatura feminista comparada. Se fue a vivir a Armenia, y en 2003, ella, Shushan Avagyan y  crearon el Centro de Recursos para la Mujer en Ereván. Su objetivo feminista era desafiar a la sociedad armenia patriarcal. En 2007 comenzó a actuar como defensora de las mujeres de Nagorno-Karabaj. En 2008 fundó un centro de crisis como refugio para mujeres sobrevivientes de violencia sexual. 
Fue una de las directoras de un documental de 2009 llamado Finding Zabel Yesayan sobre la vida de la escritora y disidente Zabel Yesayan. En 2013, las amenazas contra su organización se volvieron tan específicas que pidieron que la policía investigara. Aharonian vive en Armenia con su marido y sus cuatro hijos. En 2014 fue honrada con el premio "Mujer de valor" de la ONU, presentado por Kathy Leach, quien fue embajadora británica en Armenia.